# Kostel Navštívení Panny Marie (Svitavy)

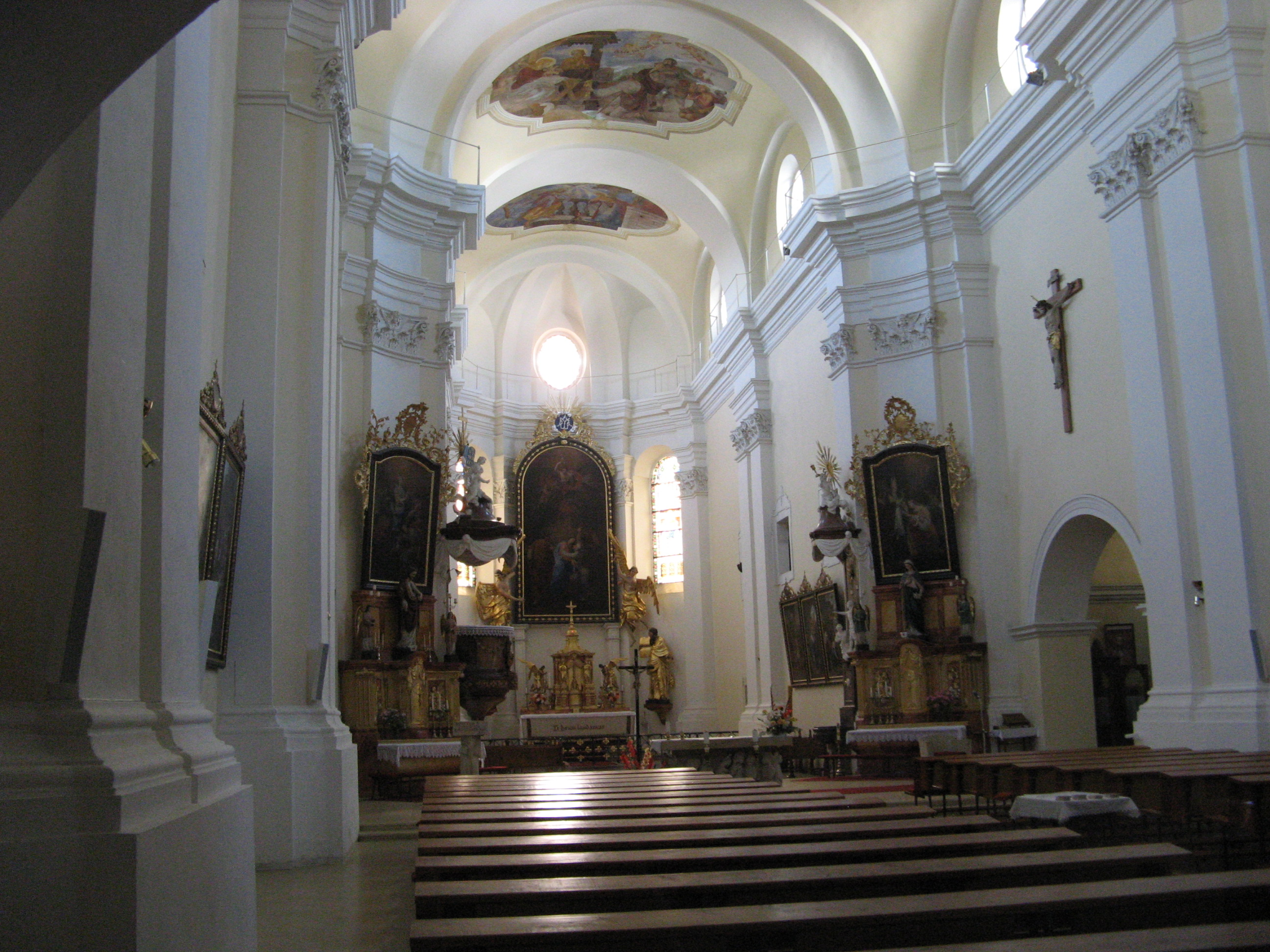
Kostel Navštívení Panny Marie (Svitavy), interiér

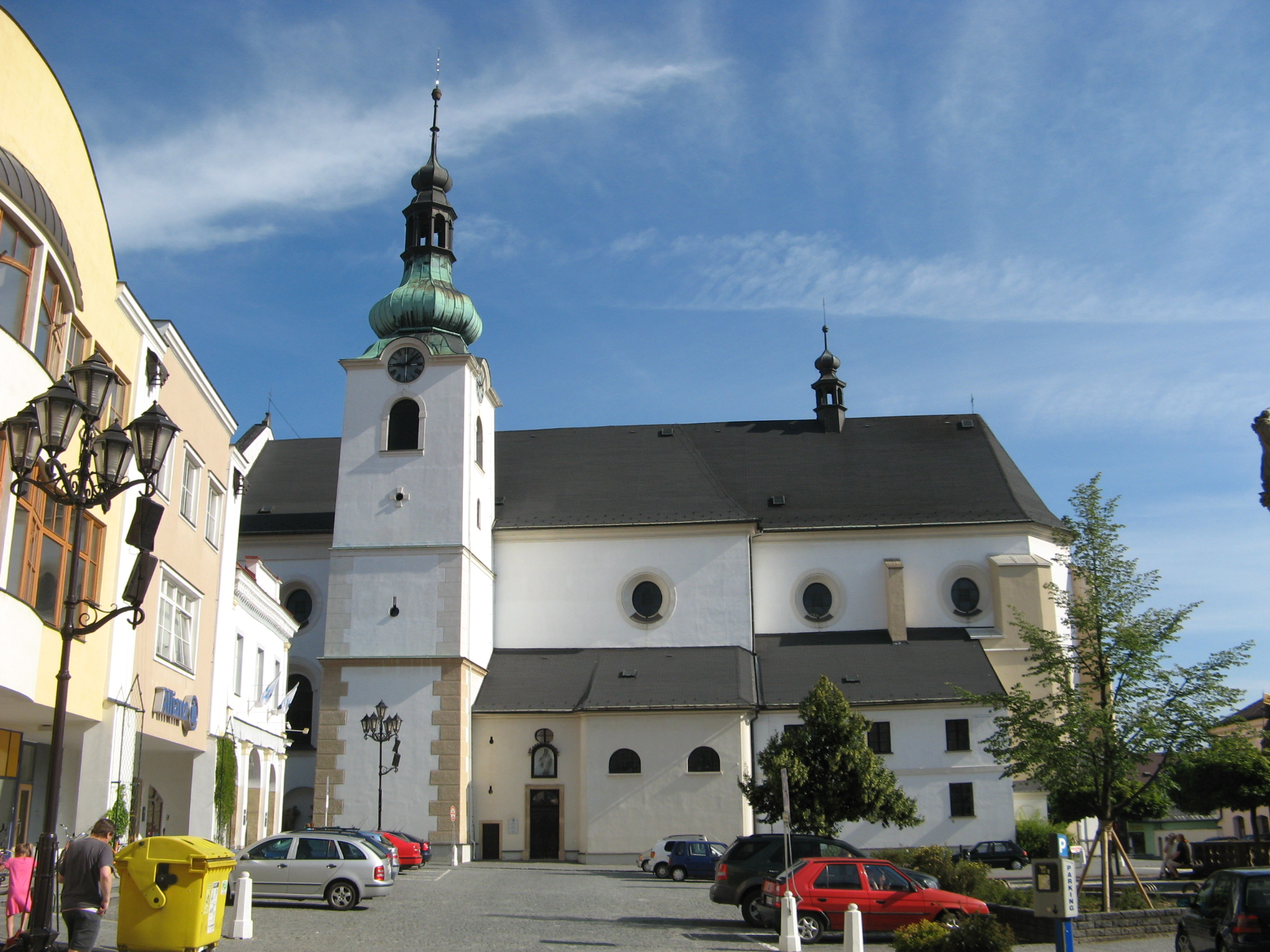
Kostel Navštívení Panny Marie (Svitavy)

Farní Kostel Navštívení Panny Marie, barokní kostel ve Svitavách.

## Historie
Původně románský jednolodní kostel se dvěma postranními kaplemi vznikl okolo r. 1250, kdy docházelo k osídlování oblasti převážně německými usedlíky.
Během husitských válek sídlila v kostele litomyšlská biskupská kapitula. V roce 1424 husité město vydrancovali a kostel poničili.
Kostel byl znovu obnoven svitavskými měšťany a premonstráty, ti v něm zůstávají do roku 1554, kdy umírá jejich poslední místní farář. Po nich spravují kostel diecézní kněží.
Dnešní barokní podobu získal kostel r. 1781, kdy byl po velkém požáru města přestavěn.
jména která kostel v historii měl:
- Narození Panny Marie (původní název)
- Mariánský kostel
- kostel Naší milé Paní
- kostel Navštívení Panny Marie

## Rekonstrukce
V letech 1993–94 proběhla generální oprava kostela. Bylo odvlhčeno zdivo a udělaná nová omítka. Byly opraveny
sluneční hodiny, vyměněna stará krytina za tzv. bonský šindel a některé části oplechování. Byla také
opravena a ošetřena dřevěná konstrukce střechy.
Vnitřek byl nově vymalován a položena nová dlažba. Nově byly uspořádány obrazy Křížové cesty a částečně
restaurovány nástropní malby.